# Dan Cameron
Dan Cameron (Utica, Nueva York, 12 de febrero de 1956) es un curador de arte contemporáneo estadounidense. 

## Primeros años
Asistió a las escuelas públicas de Hudson Falls (1966-1974), a la Universidad de Siracusa (1975-76) y al Bennington College (1977-79), donde se graduó en 1979. 

## Comisario de exposiciones
Cameron fue curador principal del Museo de Arte del Condado de Orange en Newport Beach  y curador del New Museum de la ciudad de Nueva York de 1995 a 2006. Organizó allí exposiciones como Extended Sensibilities, Living Inside the Grid  (2003) y East Village USA (2004).
En 2003 fue director artístico de la octava Bienal de Estambul, titulada Justicia poética, y en 2006 coorganizó la décima Bienal de Taipei, Dirty Yoga. En 2006 fue el comisario de New York, Interrupted en la Galería PKM de Beijing, la primera exposición independiente de arte estadounidense reciente en China. En 2010 fue profesor invitado del Curso de Curador Internacional de la Bienal de Gwangju en Corea del Sur.
En 2008, como curador invitado del Museo de Arte del Condado de Orange, Cameron presentó una retrospectiva del pintor estadounidense Peter Saul . También ha comisariado El arte y su doble (1986-1987) en la Fundación "la Caixa", en Barcelona y Madrid y ¿Qué es el arte contemporáneo? (1989) en Roosem en Malmö, entre otros.
En 2011 dirigió la exposición inaugural en la galería C24 de Nueva York titulada Double Crescent: Art From Istanbul And New Orleans uniendo al colectivo de Nueva Orleans Generic Art Solutions con los artistas turcos Hale Tenger y Ali Kazma. 
Cameron fundó US Biennial, Inc, una organización que produce Prospect New Orleans, una bienal internacional cuya primera edición se inauguró en noviembre de 2008 en Nueva Orleans. Prospect.1 reunió a 80 artistas de todo el mundo en 24 sedes. De 2007 a 2010, ejerció la dirección de artes visuales del Centro de Artes Contemporáneas de Nueva Orleans,  donde presentó a los artistas Luis Cruz Azaceta, Tony Feher y Peter Saul, así como las exposiciones colectivas Something from Nothing, Make-it-Right, Previously on Piety, Interplay y Hot Up Here.

## Escritos sobre arte
Cameron publica ensayos, textos de libros, artículos de revistas y catálogos de museos. Sus publicaciones más recientes incluyen ensayos críticos para Alexandre Arrechea: Todo Algo Nada (2009, Fundación Caja de Burgos, España), Nick Cave: Meet Me at the Center of the Earth (2009, Yerba Buena Center for the Arts, San Francisco (California)), Skylar Fein: Youth Manifesto (2009, New Orleans Museum of Art) y Colección MER (2017, Editorial Turner).